# Hasslarp
Hasslarp est une localité de Suède dans la commune d'Helsingborg en Scanie.
Sa population était de 577 habitants en 2019.